# Moritz Römling
Moritz Römling (* 30. April 2001 in Witten) ist ein deutscher Fußballspieler, der bei der Kapfenberger SV unter Vertrag steht.

## Karriere

### Verein
Römling begann beim SV Herbede und FSV Witten mit dem Fußballspielen, ehe er zur Saison 2014/15 im Alter von 13 Jahren in das Nachwuchsleistungszentrum des VfL Bochum wechselte. Dort spielte der gelernter Stürmer, der beim VfL zum Linksverteidiger umgeschult wurde, in den Spielzeiten 2016/17 und 2017/18 mit den B1-Junioren (U17) in der B-Junioren-Bundesliga. Zur Saison 2018/19 rückte er zu den A-Junioren (U19) auf, nahm parallel aber schon unter Robin Dutt am Training der Profimannschaft teil. Im November 2018 stand der 17-Jährige erstmals in der 2. Bundesliga im Spieltagskader, ohne jedoch eingesetzt zu werden. Sein Debüt gab er schließlich am 23. Februar 2019 gegen Holstein Kiel. Einige Tage später erhielt er seinen ersten Profivertrag. Bis zum Saisonende folgten 2 weitere Einsätze. Für die U19 kam er in dieser Spielzeit 17-mal in der A-Junioren-Bundesliga zum Einsatz. In der Saison 2019/20 kam Römling bei den Profis, die Thomas Reis im September 2019 übernommen hatte, keine Rolle und spielte in seinem letzten Juniorenjahr 18-mal für die U19, ehe die A-Junioren-Bundesliga aufgrund der COVID-19-Pandemie ab März 2020 nicht mehr fortgeführt werden konnte.
In der Saison 2020/21 kam der Linksverteidiger bis zur Winterpause nur zu einem Kurzeinsatz. Daher wechselte er im Januar 2021 bis zum Saisonende in die viertklassige Regionalliga West zum Wuppertaler SV. Dort kam er auf 18 Regionalligaeinsätze, stand 17-mal in der Startelf und erzielte ein Tor. Zudem gewann er mit dem WSV den Niederrheinpokal. Der VfL Bochum wurde während seiner Abwesenheit Zweitligameister und stieg in die Bundesliga auf.
Zur Saison 2021/22 verlängerte Römling seinen Vertrag beim VfL Bochum bis zum 30. Juni 2023 und wechselte für ein Jahr auf Leihbasis zum Drittligisten Türkgücü München. Der größtenteils von Hasan Kivran finanzierte Verein musste, nachdem dieser seine finanzielle Unterstützung beendet hatte, Ende Januar 2022 Insolvenz anmelden und zwei Monate später den Spielbetrieb einstellen. Römling war bis dahin unter den Cheftrainern Petr Ruman, Peter Hyballa, Alper Kayabunar und Andreas Heraf in 21 von 31 Drittligaspielen zum Einsatz gekommen (17-mal in der Startelf). Ab April 2022 trainierte er wieder beim VfL Bochum, war bis zum Saisonende jedoch nicht mehr spielberechtigt.
Im Sommer 2022 erfolgte sein leihweiser Wechsel zum Drittliga-Aufsteiger Rot-Weiss Essen. Zur Saison 2023/24 kehrte er nach Bochum zurück. Im Sommer 2024 verließ er den VfL Bochum.
Im Anschluss wechselte Römling zur Saison 2024/25 zum österreichischen Zweitligisten Kapfenberger SV.

### Nationalmannschaft
Am 15. November 2018 lief Römling unter Trainer Frank Kramer im Spiel gegen Zypern das erste Mal für die U-18 Nationalmannschaft Deutschlands auf. Insgesamt wurde er sieben Mal zu Spielen eingeladen und kam dabei auf vier Einsätze, bevor er die Altersgrenze überschritt.

## Erfolge
- Niederrheinpokalsieger: 2020/21 (Wuppertaler SV)